# Ixodes scapularis
Ixodes scapularis este o specie de căpușe din genul Ixodes, familia Ixodidae, descrisă de Thomas Say în anul 1821. Conform Catalogue of Life specia Ixodes scapularis nu are subspecii cunoscute.